# Kuroda Szeiki

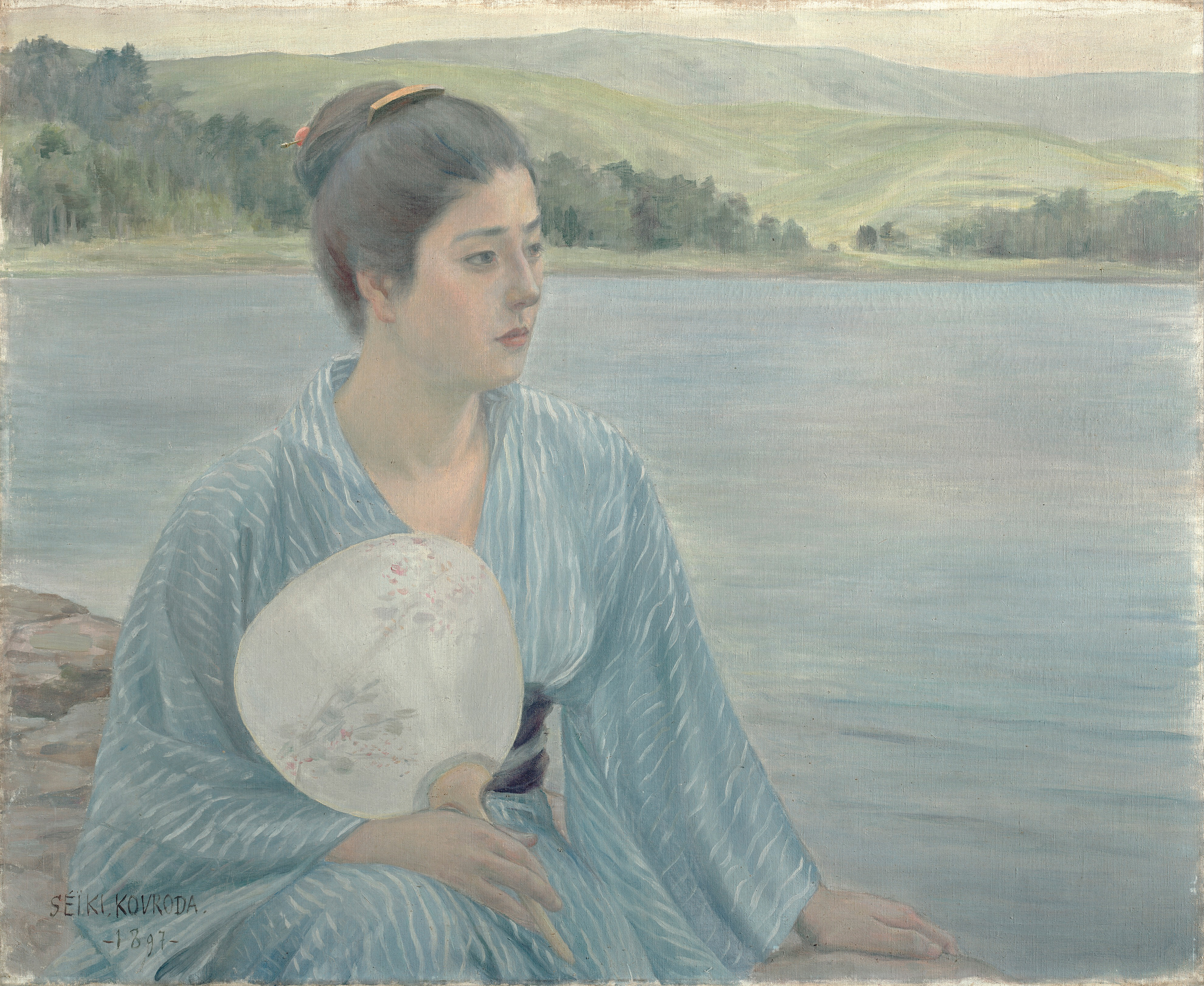
A tó partján

Kuroda Szeiki (japánul: 黒田 清輝, Hepburn-átírással: Kuroda Seiki) (1866. augusztus 9. – 1924. július 15.) ’nyugati stílusú’ (jóga) festő, az impresszionizmus meghonosítója Japánban. Franciaországi tanulmányútjáról (1884–1893) hazatérve – amikor is a Meidzsi Szépművészeti Társaság kiállításán egy női akttal botránkoztatta meg a hatóságokat – megalapította a jógafestők szövetségét, a Hakubakait (’Fehér Ló Társaság’). 1910-ben udvari festővé nevezték ki, 1922-től a Császári Szépművészeti Akadémia (ma: Japán Művészeti Akadémia) elnöke, 1920-tól a főrendiház tagja volt. Legismertebb olajfestménye a feleségét legyezővel ábrázoló A tó partján (1897).